# Артур Кольник
Артур Кольник (4 травня 1890, м. Станіслав, нині Івано-Франківськ, Україна) — 1972, Париж, Франція) — художник (живописець, графік).

## Біографія

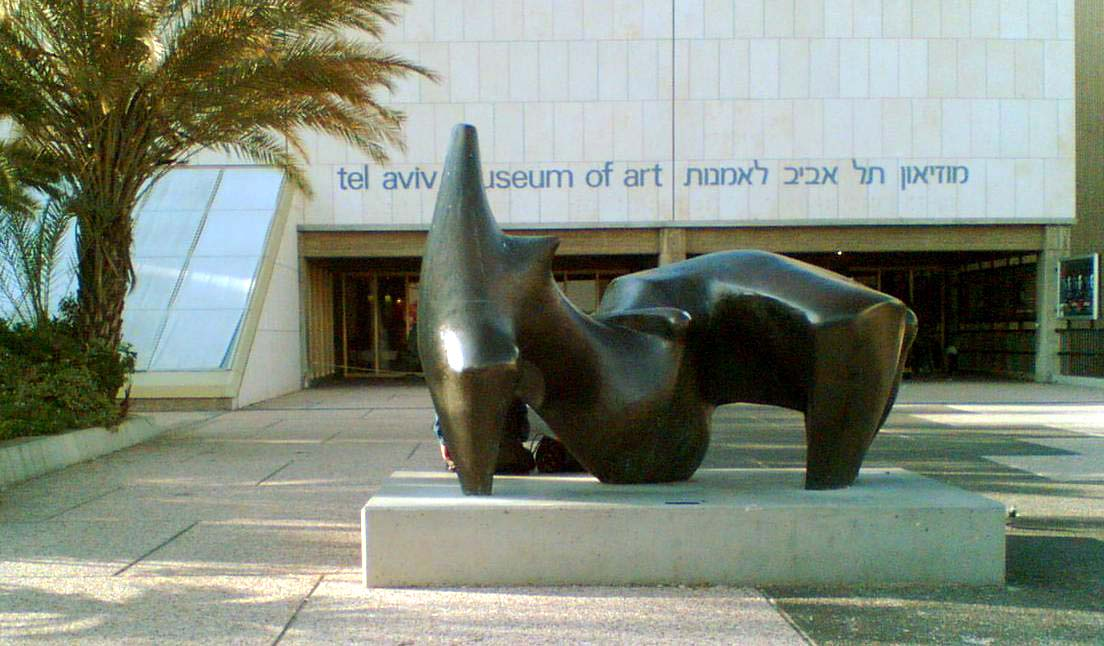
Тель-Авівський музей мистецтв

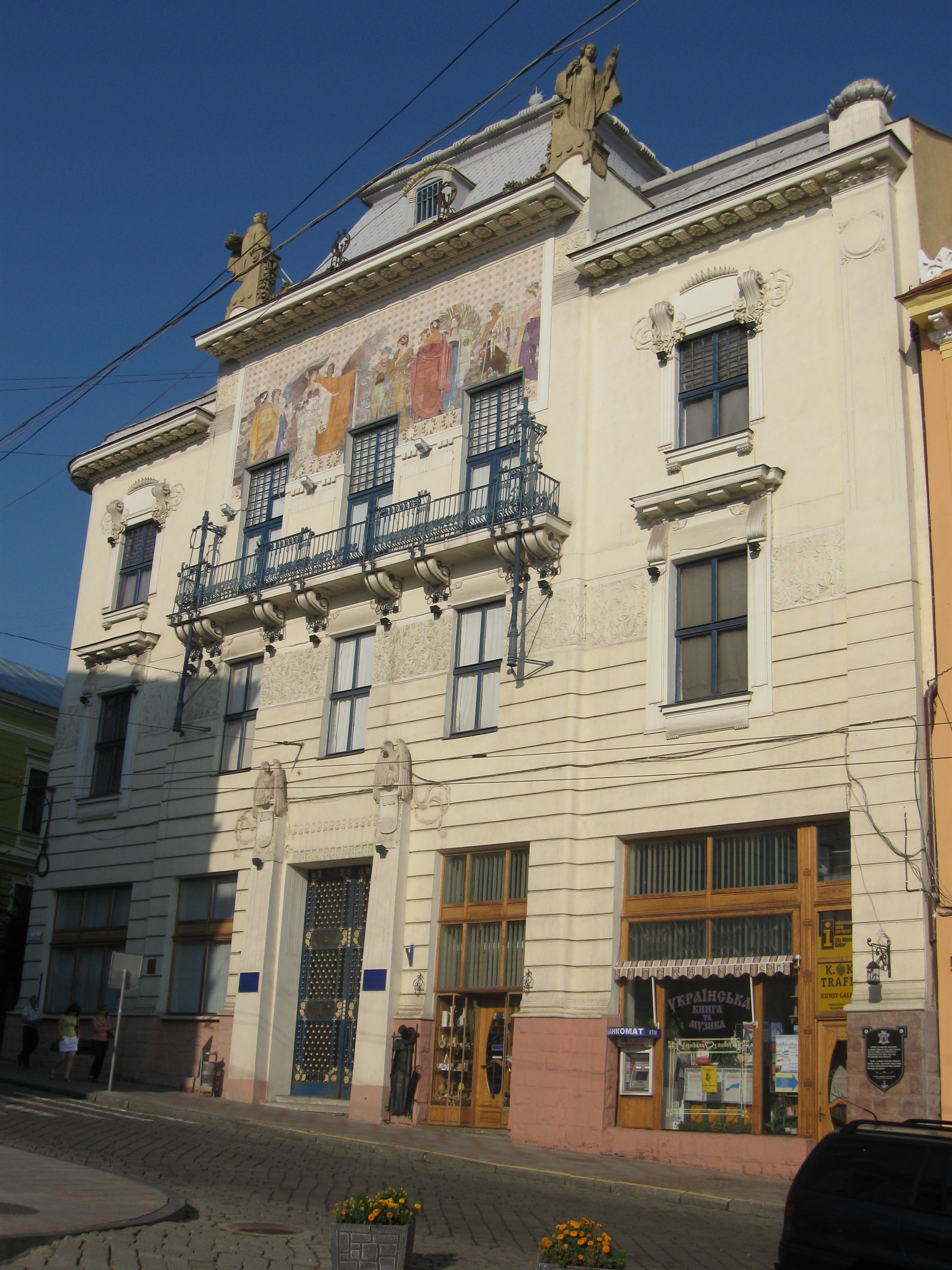
Чернівецький художній музей

Артур Кольник народився 4 травня 1890 року у м. Станіслав (Королівство Галичини і Володимирії, Австро-Угорщина), нині — м. Івано-Франківськ, Україна) в небагатій освіченій єврейській сім'ї: батько працював бухгалтером в банку, мати мала магазин жіночого одягу.
Артур після закінчення початкової школи поступив у гімназію, де захопився малюванням.
Після закінчення гімназії він, не погодившись з бажанням батьків вчитися на лікаря, поступає (1908) на відділення живопису Краківської академії мистецтв, де незабаром стає одним із найкращих учнів Ю. Мехоффера (1869–1946), на старших курсах бере участь в виставках краківського Об'єднання єврейських художників і скульпторів.
Після закінчення в 1913 році зі срібною медаллю навчання в Академії, Артур Кольник до початку Першої світової віни мандрує по Галичині, збираючи матеріал для своїх майбутніх картин.
З початком війни його, присвоївши офіцерський чин, відправляють на фронт, а після поранення Кольник продовжує службу у Відні, де знайомиться з відомим австрійським живописцем І. Кауфманом (1853–1921), який стає його наставником і покровителем у воєнні роки. Завдяки заступництву Кауфмана, Артур у 1916–1917 роках мав змогу відвідувати заняття у Віденській академії мистецтв і навіть влаштувати свою персональну виставку в столичній галереї Gredlergasse.
Після війни Артур Кольник оселяється в Чернівцях, які після розпаду Австро-Угорської імперії анексувала королівська Румунія. Тут він стає помітною фігурою в культурному житті міста і єврейства — з перших днів входить в гурток ентузіастів їдишистської культури, на чолі якої був письменник і педагог Еліезер Штейнбарг (1880–1932).

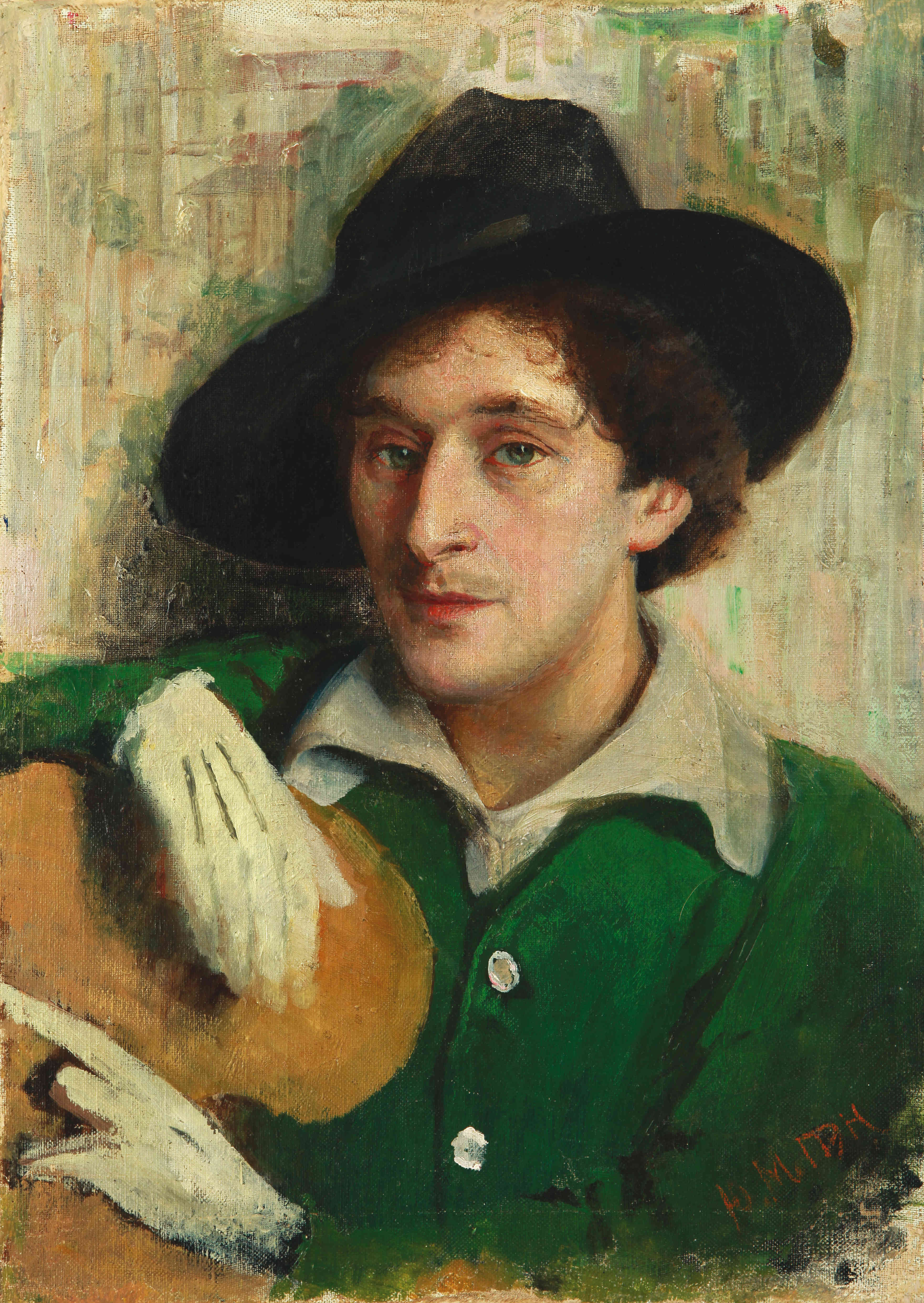
Портрет М.Шагала роботи Ю.Пена

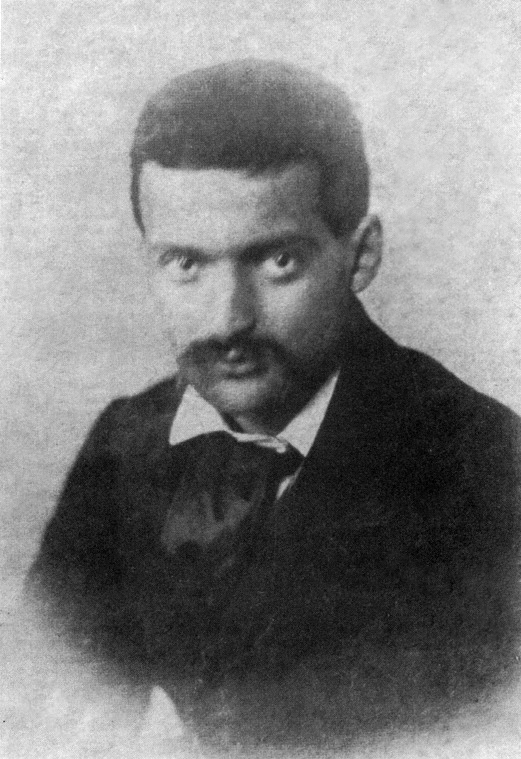
Поль Сезанн (1861)

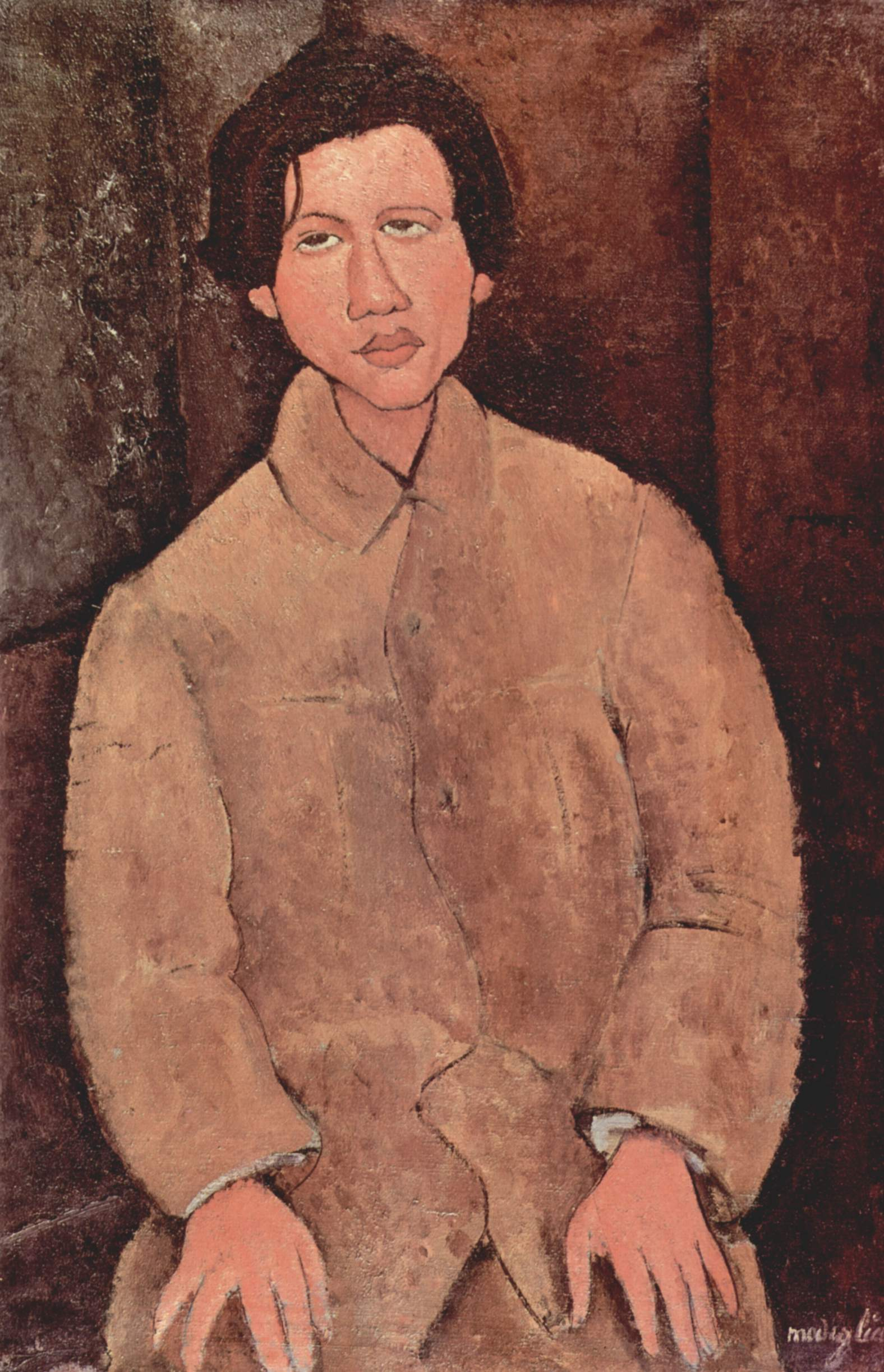
Хайм Сутін, портрет роботи Модільяні, 1916

Кольник зіграв вагому роль у створенні Культур-Ліги в Чернівцях, довгий час був одним із керівників її художньої секції, брав участь в організації виставок, видавництві літератури на мові їдиш.
Знаходячись в благодатному культурному середовищі, художник Кольник багато і з захопленням працював: малював натюрморти, пейзажі, жанрові композиції і портрети, самостійно освоїв мистецтво ксилографії, ілюстрував перші видання байок Е. Штейбарга (Крізь окуляри (1928), Байки (1932), пробує свої сили в сценографії, декоративно-ужитковому і монументальному мистецтві.
В 1918, 1922 і 1926 роках Кольник представляв свої картини на виставках в Чернівцях, а в кінці 1920 — початку 1921 року, разом з художником Р.Рубіном (1893–1974) влаштував дві виставки в Нью-Йорку.
Як згадував Артур Кольник, в Чернівцях він провів найкращі роки свого життя, наповненого напруженою роботою, творчим опрацюванням ідей, сприйнятих ним в Кракові та Відні, осмислення впливу на нього малярського методу П.Сезанна, одного з засновників постімпресіонізма.
Наприкінці 1931 року Артур Кольник був змушений, враховуючи недружнє відношення румунської влади, разом із сім'єю виїхати в Париж.
Кольник приїхав у Францію в той час, коли Паризька школа (Пікассо, Сутін, Шагал та ін.) уже пережила свій «героїко-романтичний» період. Його зустріли неочікувано байдуже, а тому прийшлось на декілька років закинути живопис і всього себе присвятити матеріальному забезпеченню сім'ї, що пішло йому, як виявилось, тільки на користь — він зміг не зазнати чужого впливу, зберегти свою самобутність.
Художник пережив глибоку духовну кризу, яку пізніше називав драмою свідомості. Лише в 1935 році Кольник вернувся до занять живописом. До самого початку Другої світової війни він був постійним експонентом Салона Тюільрі, представляв свої твори в Буенос-Айресі (1935) і в Лондоні (1937).
Картини, написані Кольником в Парижі, і по стилю і по тематиці сильно відрізняються від того, що він створював в Чернівцях. Якщо в ранній період творчості художник лише епізодично звертався до національної теми, то тепер він присвятив свою творчість зображенню повсякденного життя, традицій і побуту євреїв Східної Європи.
Оригінальна графічна мова Кольника, яка базувалась на напружено-експресивних контрастах чорного і білого, остаточно сформувалась уже в Парижі, де художник опублікував три альбоми гравюр («Творіння Гросбарда» (1933), «Під циліндром» (1934), «Перетворення мелодії» (1948)) і проілюстрував велику кількість книг, переважно єврейських авторів. В паризький період Кольник заявив про себе як видатний майстер станкової та книжкової графіки, за свої досягнення одержав у 1952 році міжнародний Prix Chaban.
В роки Другої Світової війни (1940–1944) Кольник з дружиною і донькою перебував в таборі Расебеду в Верхній Гаронні (Франція). Після війни одержав французьке громадянство (1948), входив в Комітет Асоціації єврейських художників і скульпторів.
В 1962 році з великим успіхом пройшла його персональна виставка в паризькій галереї Creuze.
В 1967 році відомий критик М. Готьє опублікував книгу про Артура Кольника — при житті така честь дісталась тільки окремим представникам Паризької школи.
Певним підсумком творчої діяльності Кольника стала виставка в Тель-Авіві в 1968 році, де було представлено 130 картин, гравюр і малюнків.
Артур Кольник помер у Парижі в 1972 році після важкої хвороби.
Багато його робіт було втрачено під час переїздів і воєнних катаклізмів. Твори, які збереглись, можна побачити в музеях Франції, Ізраїля, США. Польщі. В Україні збереглась тільки одна його картина — в Художньому музеї Чернівців.